# 紅尾高歡雀鯛
紅尾高歡雀鯛（學名：Hypsypops rubicundus），為輻鰭魚綱雀鯛科高歡雀鯛屬下的唯一一個種，分布於中太平洋東部，在墨西哥的下加利福尼亞南部與瓜達盧佩島海域，深度0至30公尺，本魚體呈橢圓形而側扁，吻短而鈍圓。口中型，具頜齒，小而呈圓錐狀，體被櫛鱗，幼魚體色橘紅色，有許多虹彩藍色小斑點，成年後這些斑點就會消失，成魚體為橙色，背鰭硬棘12枚、背鰭軟條16-17枚、臀鰭硬棘2枚、臀鰭軟條13-14枚，體長可達30公分，為雀鯛科中體型最大，棲息在水質清澈，岩石底質水域，以無脊椎動物為食，具有領域性，繁殖期時成對出現，雄魚會守護卵直到孵化，生活習性不明，可做為觀賞魚。

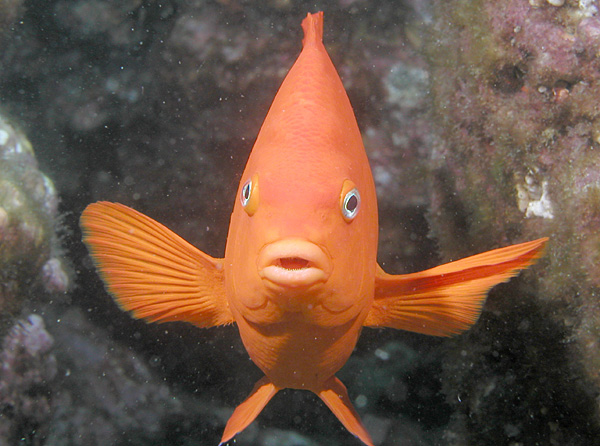
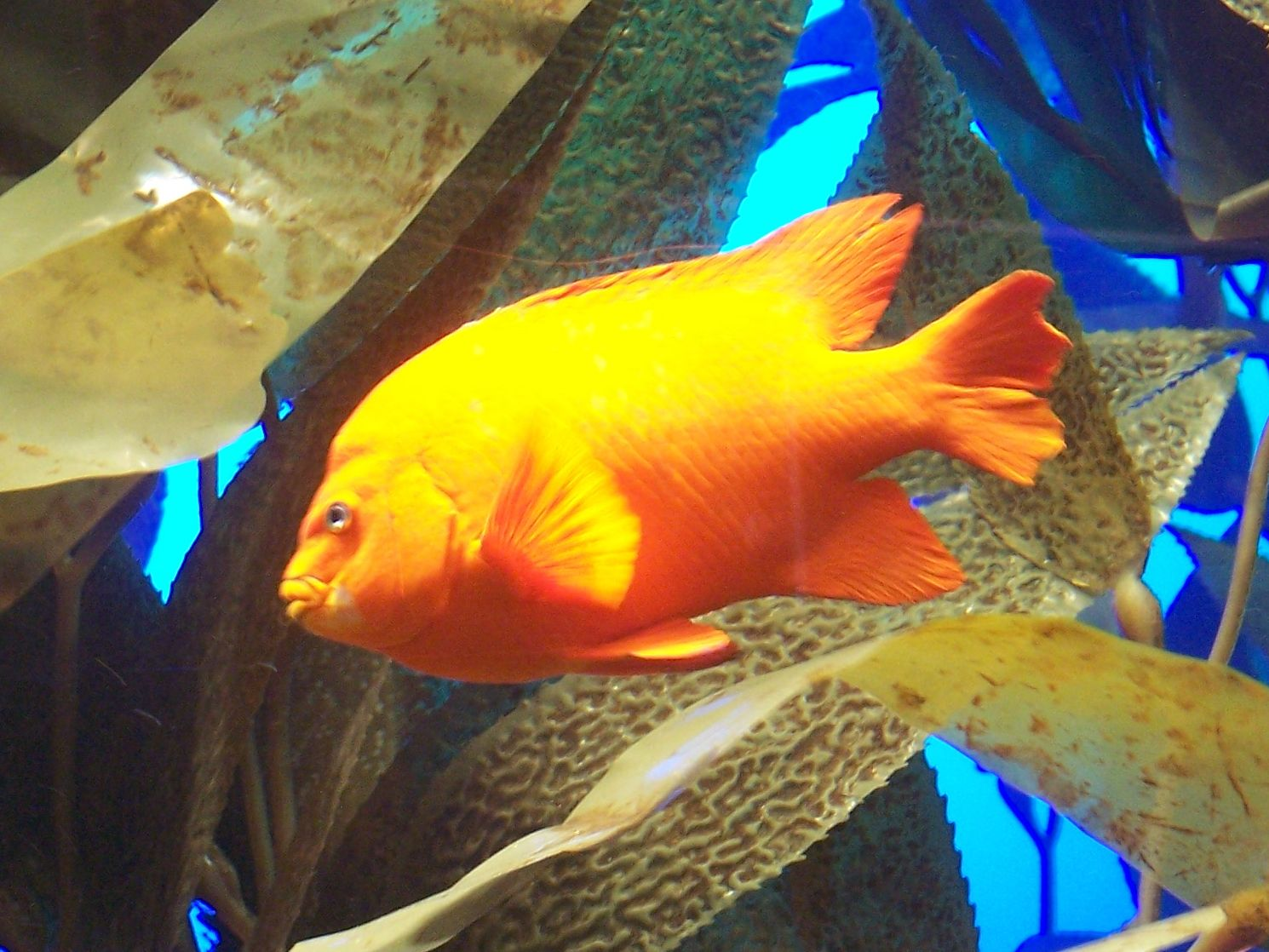
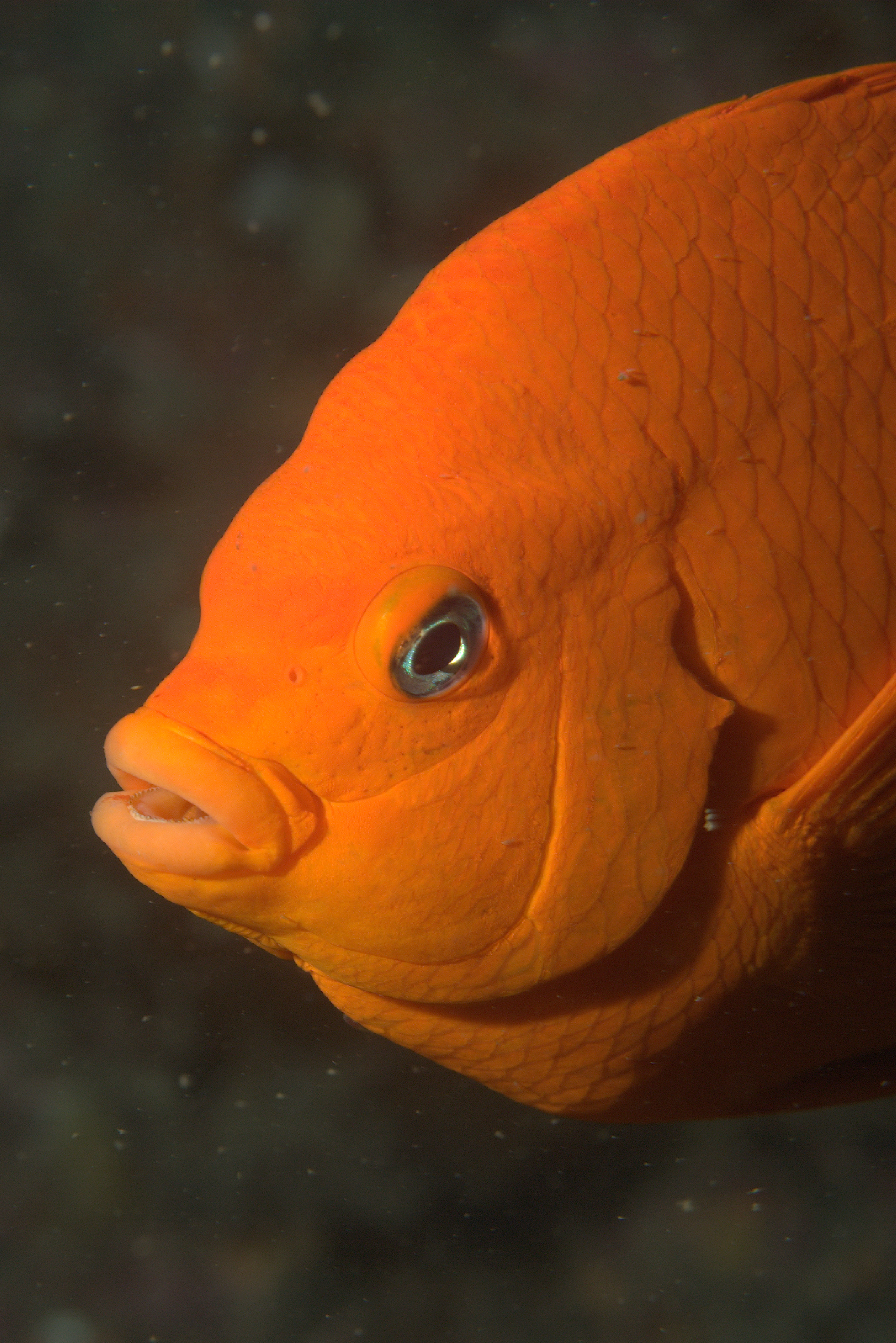
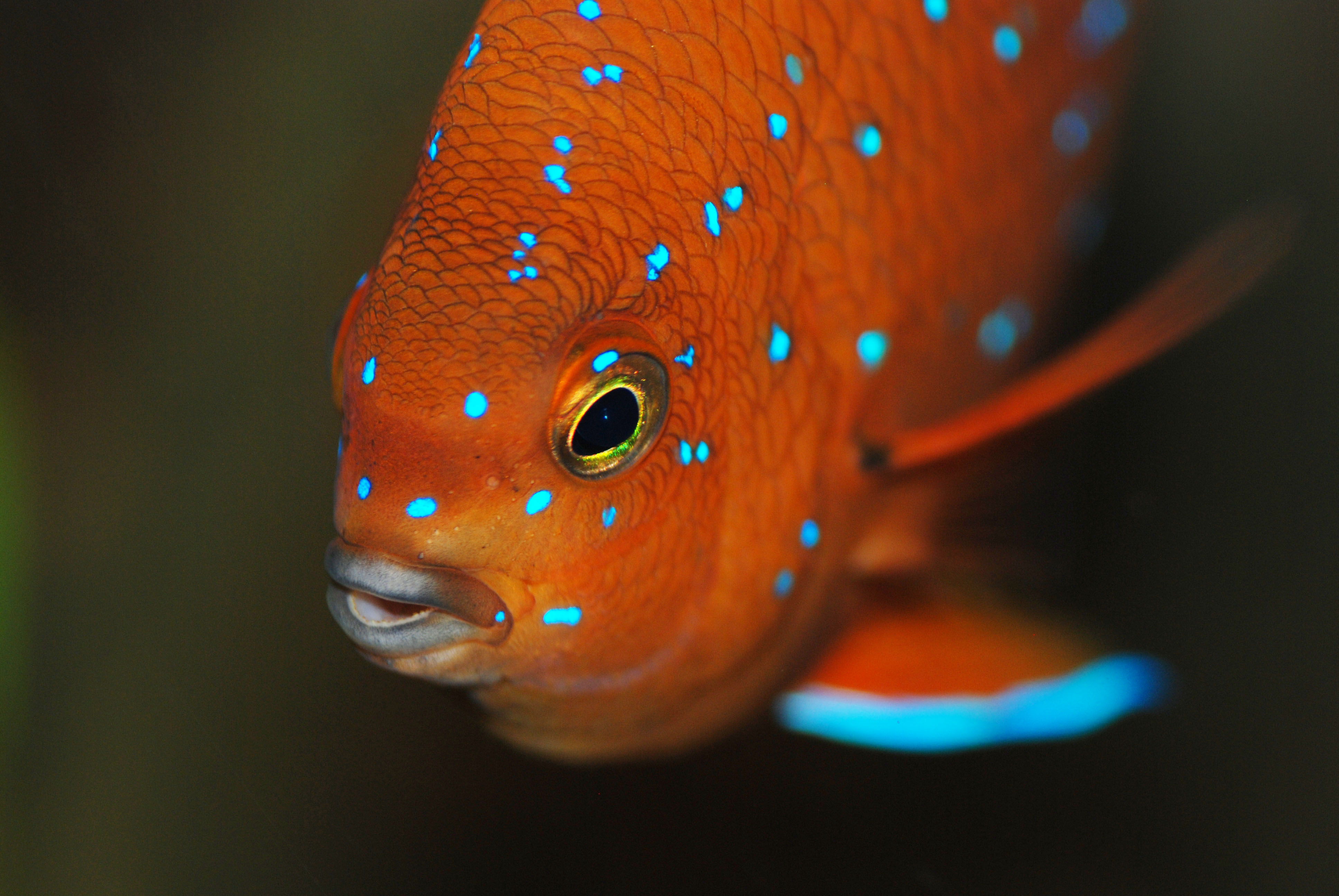